# Helen Velando González
Helen Velando González   (Montevideo, 3 de desembre de 1961) és una escriptora uruguaiana de literatura infantil i juvenil.

## Biografia
Va estudiar tres anys a la Facultat de Dret de la Universitat de la República, però va abandonar per seguir la seva vocació artística. Va començar a cantar i estudiar teatre i titelles, i va arribar a tenir una banda de blues anomenada La Trapezista. Va tenir molts treballs; va vendre llibres, sabates i roba, va fer enquestes, va teixir, va ser docent de teatre i guionista d'humor per a televisió. El 1989 va començar a escriure adaptacions per a teatre.
El 1993, any en què va guanyar un premi Florencio a la millor actriu en la categoria infantil, va publicar el seu primer llibre, amb el qual va aconseguir certa repercussió. El seu gran pas va ser el 1999 quan, després de quatre anys sense publicar, el seu llibre Detectives en el Parque Rodó va tenir un gran èxit en el públic uruguaià.
És autora de llibres àlbum, contes i novel·les adreçades a públic infantil i juvenil.

## Obres
- Las increíbles historias de Superma-pupu, una pulga diferente (1993)
- Una pulga interplanetaria (Tupac Amaru Ediciones, 1995)
- Detectives en el Parque Rodó (1999)
- Misterio en el Cabo Polonio (2001)
- Detectives en el Cementerio Central (2002)
- Fantasmas en la Sierra de las Ánimas (2002)
- Los Cazaventura y el camino perdido de los Andes (2003)
- Los Cazaventura y el río escondido de la Amazonia (2004)
- Memorias de una gripe (2005)
- Los Cazaventura y el secreto de Yucatán (2005)
- Radio Pirata (2005)
- Piratas en el Santa Lucía (2005)
- Los Cazaventura y el tesoro de las Guayanas (2006)
- Los Cazaventura y las momias de Atacama (2007)
- Una pulga interplanetaria (reedició 2007)
- Las aventuras de Súper Pocha (2007)
- Súper Pocha de vacaciones (2008)
- Súper Pocha, Merengue y Chachachá (2010)
- Vandalia. La nave de los mundos perdidos (2010)
- Súper Pocha contra la niebla tenebrosa (2011)
- El diario olvidado de un Cazaventura (2011)
- Súper Pocha Amor y paz (2012)
- Secretos en la posada vieja (2012)
- Esta escuela está embrujada... y otros cuentos que dan miedo (2020)
- La isla de los vientos prohibidos (2015)
- En mi escuela pasan cosas raras

## Premis
- 1993 - Premi Florencio Sánchez a la Millor actriu en la categoria Infantil.
- 1997 - Premi Florencio Sánchez al Millor espectacle musical per El fantasma de Canterville.
- 1999 - Premi Llibre d'Oroexto d'autor nacional per a nens per Cuentos de otras lunas.
- 2001 - Millor Hidalgo Revelación, atorgat per la Cambra Uruguaia del Llibre.
- 2002 - Premi Bartolomé per Misterio en el Cabo Polonio i per Detectives en el Parque Rodó, atorgat per la Cambra Uruguaia del Llibre.
- 2002 - Millor text d'autor nacional per a nens per Detectives en el Parque Rodó.
- 2003 - Premi Llibre d'Or per Detectives en el Cementerio Central i per Fantasma en la Sierra de las Ánimas.
- 2003 - Premi Bartolomé Hidalgo en la categoria Literatura infantil i juvenil.
- 2004 - Premi Llibre d'Or per Los Cazaventura y el camino perdido de los Andes.
- 2005 - Premi Llibre d'Or per Los Cazaventura y el río escondido de la Amazonia.
- 2006 - Premi Llibre d'Or per Los Cazaventura y el secreto de Yucatán.